# Анджеюв (Зволенський повіт)
Анджеюв (пол. Andrzejów) — село в Польщі, у гміні Пшиленк Зволенського повіту Мазовецького воєводства.
Населення — 118 осіб (2011).
У 1975-1998 роках село належало до Радомського воєводства.

## Демографія
Демографічна структура станом на 31 березня 2011 року:
|          | Загалом | Допрацездатний вік | Працездатний вік | Постпрацездатний вік |
| -------- | ------- | ------------------ | ---------------- | -------------------- |
| Чоловіки | 64      | 11                 | 48               | 5                    |
| Жінки    | 54      | 5                  | 28               | 21                   |
| Разом    | 118     | 16                 | 76               | 26                   |